# Kalle Anttila
Kalle Anttila (30. srpna 1887 Muhos, Finsko – 1. ledna 1975 Helsinky, Finsko) byl finský zápasník.
Dvakrát vybojoval zlatou olympijskou medaili, v roce 1920 na hrách v Antverpách ve volném stylu a v roce 1924 na hrách v Paříži ve stylu řecko-římském. V roce 1920 a 1921 vybojoval v pérové váze zlato na mistrovství světa.